# اسخن (صعفان)

تعديل مصدري - تعديل

اسخن هي إحدى قرى عزلة الجرواح بمديرية صعفان التابعة لمحافظة صنعاء، بلغ تعداد سكانها 579 نسمة حسب تعداد اليمن لعام 2004.